# 高顯 (弘治進士)
高顯（1471年—？），字德章，山东東昌府濮州人，民籍，明朝政治人物。

## 生平
弘治八年（1495年）乙卯科山東鄉試第五十名舉人。弘治十二年（1499年）中式己未科會試第一百七十二名，三甲第一百二十四名進士。授魏縣知縣，正德元年（1506年）十二月擢授南京户科給事中，复除南京刑科，七年（1512年）九月升湖广按察司佥事，從彭澤平定诸蛮獠。十二年二月升陕西副使，升陕西按察使。

## 家族
曾祖高昇；祖高亮；父高斌。母洪氏。具庆下。兄著、佐；弟陳、謨。三子高邃、高逢、高迨。